# Azzurro (film)
Azzurro è un film italiano del 2000 diretto da Denis Rabaglia.

## Trama
Azzurro è la storia di un nonno, Giuseppe, che dopo anni di lavoro in Svizzera torna nel Salento, dove trova la sua nipotina Carla, la quale è affetta da una grave malattia agli occhi. Colto da un infarto, Giuseppe si prodigherà sempre di più per poter curare la nipote e farà ritorno in Svizzera per chiedere l'aiuto del suo ex datore di lavoro. In questo processo egli è costretto ad affrontare le questioni irrisolte del suo passato più segreto.

## Produzione
Il film è coprodotto dalla Radiotelevisione svizzera di lingua italiana ed è girato in Puglia, in particolare a Porto Badisco (frazione di Otranto); a Poggiardo (si riconoscono il Largo della stazione; l'ospedale Pispico e la via Santa Caterina da Siena) e in altre località del Salento.

## Critica
La Puglia di Azzurro è suggestiva e antica, la Svizzera rappresenta la speranza e il futuro per la piccola, ma anche il passato per il vecchio nonno: due mondi distanti che sono forzatamente uniti nella vita del protagonista.

## Riconoscimenti
- Premio del Cinema Svizzero 2001 per il Miglior Lungometraggio.
- Film di Chiusura & Pardo d'Oro alla Carriera per Paolo Villaggio, LIII Festival internazionale del film di Locarno 2000, Svizzera.
- Bayard d'Or della Migliore Sceneggiatura & Premio del Pubblico, XV Festival Internazionale del Film Francofono di Namur 2000, Belgio.
- Toro Alato del Migliore Film, XI FilmKunstFest di Schwerin 2001, Germania.
- Premio del Pubblico, Terzo Festival Internazionale del Film Francofono di Bratislava 2001, Slovakia.
- Premio del Pubblico, VII Festival "Comicittà" di Frosinone 2001, Italia.
- Camerio per il Migliore Attore per Paolo Villaggio & Camerio per la Migliore Attrice per Francesca Pipoli, 19mo Festival Internazionale del Film di Rimouski 2001, Canada.
- Migliore Sceneggiatura, IV Festival Internazionale del Film dello Zimbabwe 2001.
- Premio del Film della città di Zurigo 2001 per il Produttore Edi Hubschmid.
- Premio Speciale della Giuria & Ousfor d'Or per Paolo Villaggio, Primo Festival del Film Francofono di Safi 2003, Marocco.
- Premio alla Qualità 2001, Ufficio Federale della Cultura, Svizzera.